# Jarosław Źrałka

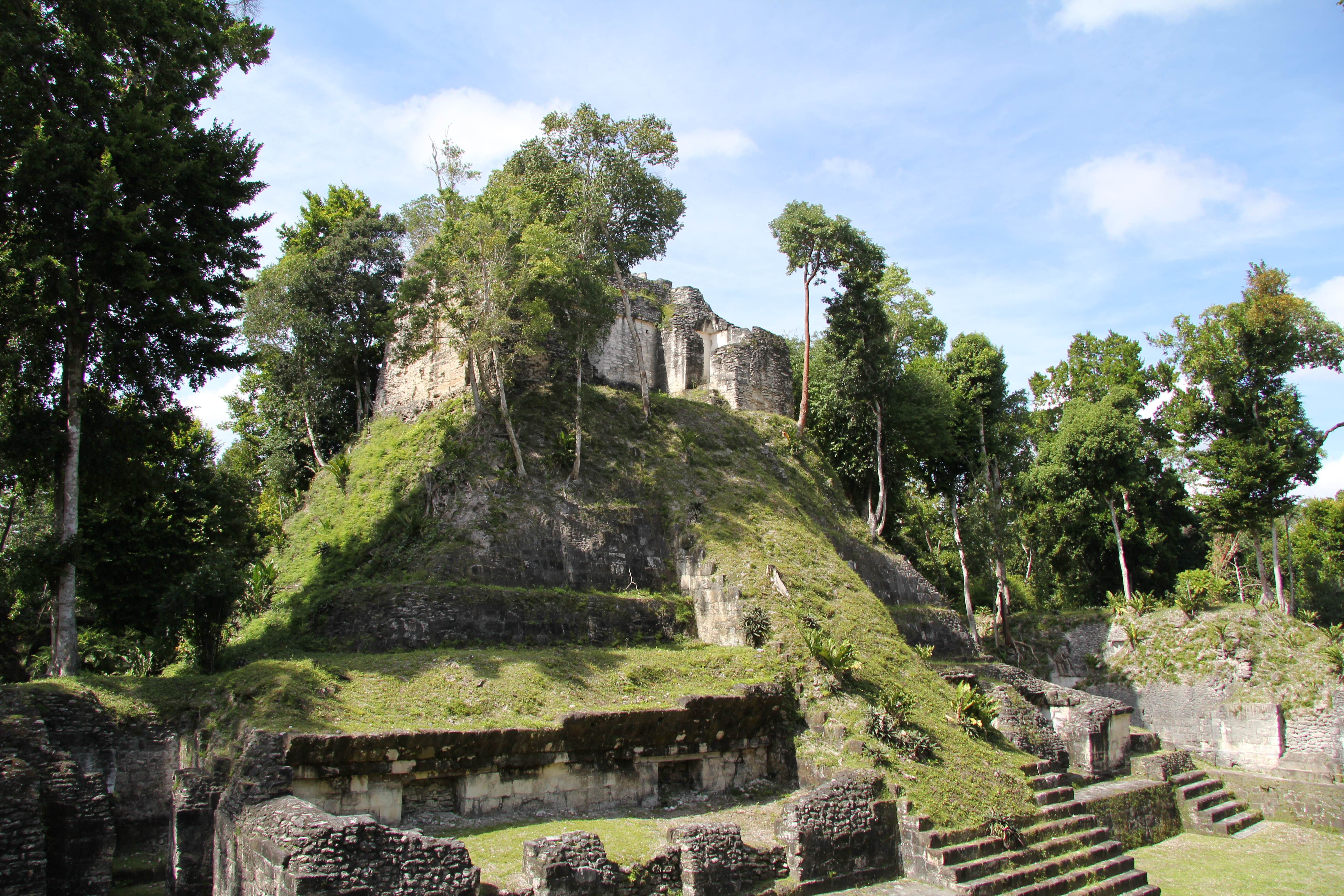
Jarosław Źrałka jest znany głównie jako szef projektu archeologicznego badającego pozostałości miasta Nakum

Jarosław Źrałka (ur. 1976) – polski archeolog i majanista, adiunkt w Instytucie Archeologii Uniwersytetu Jagiellońskiego. Kierownik ekspedycji archeologicznej badającej Nakum, pierwszego projektu badawczego realizowanego samodzielnie przez polskich naukowców na terenach kultury Majów.

## Życiorys
W 1995 ukończył III Liceum Ogólnokształcące im. Cypriana Kamila Norwida w Rzeszowie.
Jeszcze w czasie studiów, w 1999, uczestniczył w prowadzonych przez Uniwersytet Yale wykopaliskach w Aguateca. W 2000 roku obronił pracę magisterską poświęconą archeologii majanistycznej (równolegle z inną znaną polską majanistką, Justyną Olko). Po podpisaniu przez prof. Mariusza Ziółkowskiego, ówczesnego szefa Andyjskiej Misji Archeologicznej, porozumienia z gwatemalskim instytutem antropologii IDAEH oboje wzięli udział w pracach na stanowiskach w Yaxha, Nakum i Naranjito. W kolejnych latach Źrałka kontynuował rozpoczęte tam badania prekolumbijskich graffiti pozostawionych na ścianach budowli przez ich mieszkańców, a także przez późniejszych twórców odwiedzających miasta Majów w wiele wieków po ich opuszczeniu. Badania zapoczątkowane w 1999 wpłynęły także na wybór tematu pracy doktorskiej Jarosława Źrałki (2005), która dotyczyła rozwoju i upadku ośrodków Majów położonych w rejonie Parku Triangulo w Gwatemali w ciągu tzw. schyłkowego okresu klasycznego (IX-X w. n.e.). Praca została w kolejnym roku nagrodzona przez Prezesa Rady Ministrów. W roku 2015 uzyskał habilitację za książkę pt. Pre-Columbian Maya Graffiti: Context, Dating and Function.
W 2005, wraz z Wiesławem Koszkulem, rozpoczął prace archeologiczne w Nakum, w ramach pierwszego projektu archeologicznego realizowanego samodzielnie przez polskich archeologów na terenach zamieszkiwanych dawniej przez Majów. W ramach prac udało się odkryć, między innymi, dwa z bardzo nielicznych niesplądrowanych przez rabusiów grobów władców na tym terenie, a także szereg unikatowych wytworów ze słabo dotąd udokumentowanego okresu protoklasycznego.
Wyniki prac w Nakum zostały w 2011 zaliczone przez miesięcznik „Archaeology” do dziesięciu najważniejszych odkryć archeologicznych na świecie, podobną ocenę wystawił im tygodnik „Time”. Prace będące efektem wykopalisk w Nakum przyniosły także Źrałce stypendia w kilku programach Fundacji na rzecz Nauki Polskiej oraz Uniwersytetu Pensylwanii.
Jest jednym z organizatorów Cracow Maya Conference, dorocznej konferencji majanistycznej organizowanej w Krakowie; zaprojektował również logo imprezy, którym są słowa „ten, który zabił smoka” zapisane pismem Majów. Prowadzi także zajęcia na temat historii, archeologii, religii i epigrafiki Majów w Instytucie Archeologii Uniwersytetu Jagiellońskiego.
Od kilku lat Źrałka wraz ze swoim zespołem prowadzi prace badawcze w północnej części departamentu El Quiche w Gwatemali. Badania te dotyczą archeologii i historii jednej z grup Majów (Ixil). Prace są przede wszystkim skoncentrowane na konserwacji, dokumentacji i interpretacji unikatowych fresków z okresu kolonialnego odkrytych w kilku domach indiańskich w Chajul.